# بوت مخملي
بوت مخملي أو صُمَع (الاسم العلمي: Sideroxylon fimbriatum)، نوع من النباتات المُزهرة من جنس البوت وفصيلة السبوتية. يستوطن اليمن. موائله الطبيعية في الغابات الجافة الاستوائية أو شبه الاستوائية.